# Palm IIIx
Palm IIIx је лични дигитални асистент који је направио одељење Палм компјутинг компаније 3Com. (x — од енглеског expandable, „прошириви“) — други модел Палм серије III ПДА.
Palm IIIx је представио 3Цом у фебруару 1999, заједно са скупљим Palm V, који је био на тржишту као „репрезентативнији“ дизајн. Сам модел IIIx је био по цени у складу са оригиналном Palm III. Оба нова уређаја су имала Motorola DragonBall EZ микропроцесор, који је био бржи од оригиналног ДрагонБалл коришћеног у претходним Палм рачунарима..
IIIx се такође разликује од свог претходника по томе што има дупло већу количину РАМ-а, до 4 мегабајта. Ово омогућава слободнију употребу слота за проширење, укључујући и повезивање екстерних уређаја, што се заједно сматра најзначајнијим оствареним побољшањем. Поред тога, РОМ у овом моделу је поново постао преписив, што је омогућило ажурирање оперативног система Palm OS (првобитно верзија 3.1) до верзије 4.1 (јануар 2002).
LCD екран са 4 нијансе сиве (од 16 сетова) је оштрији и контрастнији од екрана који је имао Palm III и генерално лакши за читање. Електролуминисцентно позадинско осветљење је обрнуто: симболи и графички елементи су осветљени зеленом нијансом, док позадина остаје тамна. У исто време, како примећују рецензенти, иако је то згодно у мраку и, обрнуто, при просечном нивоу светлости, међутим, посебно при осветљењу лампе са жарном нити, слика на екрану се слабо разликује (као и са искљученим позадинским осветљењем).
Palm IIIx има мало ажуриран графички интерфејс за унос рукописа: Иконе су замењене (посебно, дугме које води до менија за избор апликације замењено је симболом куће), а њихове ознаке су уклоњене.
Рачунар се напаја са две ААА батерије. На екрану се налази индикатор нивоа напуњености. Према тестирању Владиних компјутерских вести (Government Computer News), око 60% траје дуже од месец дана под великим оптерећењем. Према c't магазину, замена елемената за напајање може бити потребна након 3 месеца коришћења уређаја.
Према речима менаџера производа 3Com Дејвида Кристофера, очекивало се да ће побољшана механичка поузданост интерне архитектуре смањити број позива произвођачевој служби техничке подршке, барем након једноставног пада уређаја.